# Općina Renče – Vogrsko
Općina Renče-Vogrsko (slo.:Občina Renče-Vogrsko) je općina na zapadu Slovenije u pokrajini Primorskoj i statističkoj regiji Goriškoj. Središte općine su naselja Renče s 217 i Vogrsko sa 796 stanovnika. Općina je nastala 1. ožujka 2006. godine izdvajanjem iz Gradske općine Nova Gorica.

## Zemljopis
Općina Renče-Vogrsko nalazi se na zapadu Slovenije u neposrednoj blizini granice s Italijom, susjedne općine su Šempeter - Vrtojba, Nova Gorica i Miren - Kostanjevica. 

## Naselja u općini
Bukovica, Dombrava, Oševljek, Renče, Vogrsko, Volčja Draga

## Vanjske poveznice
- Službena stranica općine